# Affaires de pédophilie chez les Témoins de Jéhovah
Les Témoins de Jéhovah sont confrontés en leur sein à des affaires de pédocriminalité. Le traitement en interne de ces cas de pédophilie, sans en référer aux autorités judiciaires, leur vaut de vives critiques, et des condamnations en justice contre des ministres du culte concernés.

## Lois des Témoins de Jéhovah sur la pédophilie
La pédophilie est contraire aux valeurs morales des Témoins de Jéhovah. Ils pensent que cette pratique relève de ce que la Bible appelle la pornéia en grec, c'est-à-dire une relation sexuelle hors du cadre du mariage. Ils considèrent cette pratique comme un péché grave susceptible de tomber sous le coup d'une excommunication de celui qui s'y adonne.
Dans ses publications, le mouvement religieux explique que la pédophilie constitue un « vieux fléau qui a pris aujourd'hui d'énormes proportions [dont les] effets peuvent être dévastateurs », et précise qu'on « ne peut excuser la mauvaise conduite » des personnes qui abusent sexuellement des enfants. Elle déplore aussi le silence auquel les victimes sont souvent contraintes par leur bourreau et recommande aux parents d'éduquer leurs enfants dans ce domaine dans le but de prévenir les agressions. Il est préconisé notamment de leur apprendre à repousser les marques d'affection qui sont déplacées ou qui les mettent mal à l'aise, et à encourager l'enfant à montrer ce qu'il ferait, cela en le mettant mentalement, sous forme de jeu, dans la situation. Même les ouvrages destinés aux enfants évoquent la question des abus sexuels sur mineurs dans une optique préventive.
Les Témoins de Jéhovah encourageaient dès 1985 dans leurs publications de tout mettre en œuvre pour protéger l'enfant victime d'agression sexuelle, quelles qu'en soient les conséquences notamment pour le criminel. Dans un article de 1997, Réveillez-vous ! recommandait même aux parents de « dénoncer le coupable aux autorités ». Quant à La Tour de Garde, elle rappelait que la congrégation chrétienne ne devait pas chercher à soustraire l'agresseur des sanctions pénales prévues par la loi du pays.
Au printemps 2018, les Témoins de Jéhovah ont publié sur leur site officiel un document juridique à destination de leurs fidèles et des autorités intitulé Ligne de conduite biblique des Témoins de Jéhovah sur la protection des enfants. Ce document, qui expose clairement la politique de l'organisation des Témoins de Jéhovah sur la protection des mineurs, explique que «Les Témoins de Jéhovah ont en horreur les abus sur enfant et les considèrent comme des actes pénalement répréhensibles». De plus, ils «reconnaissent que les autorités publiques ont pour rôle de lutter contre de tels actes». Par ailleurs, lorsqu'une victime d'abus sexuels sur mineur, ses parents ou d'autres proches informent les anciens de la congrégation, ceux-ci leur rappellent «leur droit légal de signaler les faits aux autorités», sachant que selon ce document «les anciens n’adressent aucun reproche à celui qui décide de procéder à un tel signalement (Galates 6:5)».
La Tour de Garde de mai 2019 confirme officiellement ces nouvelles directives. Elle explique que les anciens doivent obéir aux éventuelles lois imposant de signaler aux autorités une accusation d’abus sexuel sur enfant et qu'ils « rappellent aux victimes et à leurs parents, ainsi qu’à ceux qui sont au courant de l’affaire, qu’ils ont la possibilité de signaler aux autorités une accusation d’abus sexuel » (§ 13, 14). Et de préciser en note : « Dans certains pays, dont la France, la loi rend obligatoire le signalement aux autorités des faits d’agression sexuelle sur mineur. » Quant à la norme biblique qu'il y ait deux témoins pour valider une accusation, en l'absence d'aveux de l'agresseur, La Tour de Garde ajoute qu'elle « ne s’applique pas aux démarches faites par les anciens ou d’autres pour rapporter aux autorités une accusation d’acte puni par la loi » (§ 15).

## Traitement des affaires de pédophilie
Pour les Témoins de Jéhovah, deux témoins des actes pédophiles, ou des aveux, sont nécessaires pour l'établissement des faits permettant d'entamer une procédure interne de discipline religieuse. Ils se basent sur des versets bibliques tels que Deutéronome 19:15 qui déclare : « Un seul témoin ne pourra se dresser contre un homme à propos d’une faute ou d’un péché quelconque, pour un péché quelconque qu’il peut commettre. Ce n’est que sur le dire de deux témoins ou sur le dire de trois témoins que l’affaire tiendra. » Comme l'a expliqué la filiale australienne des Témoins de Jéhovah dans un courrier à la Commission royale d'Australie (en), cette règle des deux témoins nécessite donc qu'il y ait deux personnes pour témoigner soit d'un même fait, soit de faits similaires à différentes occasions impliquant le même prédateur sexuel.
Parfois, en l'absence de deux témoins oculaires, une confrontation entre la victime et l'accusé a été exigée pour avérer les faits. Elle posait cependant le problème des séquelles psychologiques qu'une telle confrontation peut produire sur la victime. À ce propos, la Société Watchtower a été condamnée récemment au Canada pour avoir imposé cette confrontation.
Si malgré la confrontation, l’accusé ne reconnaissait pas les faits, l’affaire était classée. Ce fait est illustré par le cas d'une jeune bruxelloise appartenant à une famille Témoin de Jéhovah, qui avait été abusée pendant un an et demi par l'un d'eux, lorsqu'elle avait 9 ans. Les anciens, avertis, avaient organisé une confrontation entre l’abuseur et sa victime, mais comme il n’y avait pas deux témoins de l’affaire, aucune discipline religieuse n'avait été portée. En 2003, cette jeune femme est allée déposer plainte à la police contre son bourreau, juste avant la prescription.
Les pédophiles reconnus coupables par les comités de discipline religieuse et ne montrant pas de repentance étaient excommuniés du mouvement ; les anciens considérant avoir ainsi rendu la justice de Dieu. Toutefois, ceux-ci ne les ayant pas dénoncé aux autorités pour ne pas jeter l'opprobre sur ce qu'ils considèrent comme l' « organisation de Jéhovah », il est arrivé que certains d'entre eux continuent à abuser d'enfants jusqu'à ce qu'ils soient dénoncés aux autorités par d'autres personnes. Dans une affaire jugée en Norvège, un pédophile qui avait maltraité sexuellement des enfants de sa congrégation pendant 23 ans, a fini par être excommunié des Témoins de Jéhovah après une enquête interne au mouvement, mais n'a jamais été dénoncé aux autorités. Il a continué à abuser d'enfants, après la révélation de ses abus sexuels et son exclusion du mouvement religieux. Il a par la suite été dénoncé par les parents d'un garçon de neuf ans et condamné sur cinq faits d'action obscène, mais ses anciens crimes, prescrits, n'ont pas pu être considérés pour la sentence.
Les pédophiles reconnus coupables, mais repentants, n'étaient pas identifiés auprès des fidèles, ce qui a entraîné des récidives. Si certains dangers existent, les anciens sont tenus de prendre les mesures préventives nécessaires : ces mesures préventives consisteraient à conseiller aux pédophiles repentants de ne plus se trouver en contact avec des enfants. À titre comparatif, un pédophile jugé comme tel par un vrai tribunal est bien évidemment connu de tous sauf s'il a déménagé pour une autre région, il est mis hors d'état de nuire pendant un temps par une peine de prison et il lui est parfois demandé de suivre un traitement médical. D'anciens pédophiles Témoins de Jéhovah peuvent encore faire du porte-à-porte si les anciens considèrent qu'ils ont démontré leur amendement.
Souvent, les victimes d'abus sexuels n'ayant pas déclaré l'affaire aux autorités n'ont pas bénéficié d'un soutien psychologique par des spécialistes de la santé.
Aujourd'hui, suivant la nouvelle politique établie par une lettre adressée par le siège mondial à tous les anciens datée du 1er août 2016, les anciens peuvent imposer des restrictions à un membre de la congrégation accusé d'actes pédophiles, même en l'absence de deux témoins pour justifier un comité de discipline religieuse. Même lorsqu'un membre est jugé « bibliquement repentant » et n'est donc pas excommunié, il n'empêche que « des restrictions seront imposées à ses activités religieuses », il ne devra plus se retrouver seul avec des enfants, ni leur témoigner des marques d'affection. Par sécurité, « les anciens informeront les parents de mineurs qu’il leur faut surveiller les contacts de leurs enfants avec cette personne ». En ce qui concerne leur enquête pour établir la véracité des accusations, le document Ligne de conduite biblique des Témoins de Jéhovah sur la protection des enfants prévoit désormais que «Les anciens n’exigent jamais des victimes d’abus sur enfant qu’elles présentent leur accusation en présence de l’agresseur présumé».

## Controverse autour de la politique du mouvement

### Premières affaires
Les premières affaires concernant le traitement de la pédophilie chez les Témoins de Jéhovah  ont  fait surface à la fin des années 1990 quand Bill Bowen, ancien d'une congrégation américaine et scandalisé de la réponse du Béthel à la suite d'une de ses demandes concernant une affaire de pédophilie qu'il traitait au sein de sa congrégation, a alerté la presse, et monté un site Web baptisé Silentlambs, qui a récolté des dizaines de témoignages allant dans le même sens en peu de temps. Cette mobilisation a entrainé plusieurs émissions de télévision tant aux États-Unis, qu'en Australie, en Angleterre, au Danemark et en Suède. Toutefois, d'après Barbara Anderson, ancienne chercheuse pour le compte du Comité de Rédaction du siège mondial, le débat a pris place au plus haut niveau dans le début des années 1990. 
D'après Bill Bowen, le siège de l'Église possèderait dans ses fichiers les cas de pédophilie réels ou présumés dont le nombre atteindrait 23 720 ; cette liste n'étant pas communiquée aux autorités. Pour cette raison, il a qualifié l'Église de « paradis pour pédophiles ».
Dans un reportage télévisé, l'ex-membre Alain Berrou a expliqué que la procédure en cas d'abus sexuel sur mineur n'était pas définie de manière dactylographiée dans le livre destiné aux anciens Prenez garde à vous-même et à tout le troupeau, mais que chaque surveillant devait écrire dans les marges du livre au mot à mot les recommandations de l'organisation lors de réunions destinées aux anciens. Il était préconisé en premier de contacter le service juridique interne et de se retrancher derrière le secret confessionnel. En finalité, les anciens jugeraient la situation en prenant en compte les intérêts de l'organisation. Bill Bowen a pour sa part déclaré que son association a reçu 7 000 signalements d'actes pédophiles lors des sept dernières années, et que seul 300 d'entre eux ont été rapportés à la police. Il a expliqué qu'un mois auparavant, des négociations à l'amiable avaient été conclues entre la Société Watchtower et 16 victimes qui avaient été indemnisées, et auxquelles le mouvement demandait de se taire et d'abandonner les poursuites.
Les témoins de Jéhovah déclarent qu'en France, depuis la création en 1994 d'un bureau des affaires religieuses, les ministres du culte sont obligés de prendre en charge les dénonciations à la justice de faits graves, au cas où celles-ci ne seraient pas faites par les parents. Toutefois, dans l'affaire de Pézenas (Hérault), les faits de pédophilie incriminés avaient eu lieu de 1985 à 1996 ; les anciens qui avaient excommunié le coupable avaient argué du « secret de la confession » pour n'avoir pas dénoncé les faits et avaient été condamnés à 3 000 francs d'amende par la cour d'appel de Montpellier. De plus, dans le cas d'une autre affaire jugée par le tribunal correctionnel de Dijon, les anciens ayant appris en mai 1995 qu'un membre de leur congrégation imposait des relations sexuelles à sa fille l'avaient jugé en interne sans le dénoncer aux autorités. Ils avaient expliqué devant le tribunal qu'étant ministres du culte des Témoins de Jéhovah, ils estimaient être tenus au secret pour la même raison alors que le mouvement ne pratique pas la confession ; ils avaient été condamnés pour non-dénonciation de crime à trois mois de prison avec sursis.
À l'époque où ces affaires mettant en cause le déroulement interne des comités de discipline religieuse ont éclaté, des publications destinées à être diffusées auprès d'un large public, suggéraient la possibilité pour les parents de dénoncer ce genre de crime aux autorités. Barbara Anderson, ex-chercheuse pour le compte du Comité de Rédaction du siège mondial des Témoins de Jéhovah, évoque un combat interne opposant certains membres rigoristes du Collège Central (le corps dirigeant des Témoins de Jéhovah) et du Comité de Service (chargé de régler les affaires internes aux congrégations, dont les problèmes de pédophilie) à des membres plus ouverts du Comité de Rédaction, chargé d'écrire les articles des revues des Témoins de Jéhovah où sont parus au fil des ans plusieurs articles pour la défense des victimes des actes pédophiles.

### Législation française et secret professionnel
Du point de vue légal, la législation française n'impose pas à un ministre du culte tenu par le secret professionnel de dénoncer des faits constitutifs d'infractions pénales appris dans le cadre d'une confession ou toute autre confidence venue à leur connaissance dans le cadre de leur fonction[réf. nécessaire]. En principe, la révélation d'une information à caractère secret par une personne qui en est dépositaire est passible d'une condamnation pénale. Or, la jurisprudence a depuis longtemps estimé que les ministres du culte sont soumis à l'obligation du secret professionnel. Mais dans les cas particuliers des atteintes ou sévices graves infligés à un mineur ou à une personne particulièrement vulnérable, le dénonciateur n'encourrait aucune poursuite pour violation du secret professionnel. D'autre part, les articles du code pénal qui sanctionnent la non dénonciation de tels crimes prévoient expressément que cette obligation ne s'applique pas aux personnes astreintes au secret professionnel. En conséquence, les ministres des divers cultes sont en droit de dénoncer de tels crimes aux autorités compétentes malgré le secret professionnel, mais ils n'ont aucune obligation de le faire quand cela leur est révélé par confession ou tout autre confidence spontanée.
Néanmoins, la jurisprudence a dû préciser les limites du secret professionnel, faute d'être mentionnées explicitement dans la loi. C'est ainsi qu'à la fin des années 1990 et au début des années 2000 quelques décisions de justice ont montré que la qualification de « secret professionnel » dépend des qualités (ministre du culte, ami, parent, médiateur) ainsi que des conditions (confession, confidence volontaire, enquête) dans lesquelles un ministre du culte a appris une information :
- Le 25 février 1998, le Tribunal correctionnel de Dijon a condamné trois ministres du culte Témoins de Jéhovah pour non dénonciation d'un inceste. Il a estimé qu'il n'était pas démontré que l'accusé s'était confié à eux « sous le sceau du secret, ni qu'il se soit confessé à eux ; que l'intéressé, loin de venir spontanément révéler sa faute, a été convoqué par les prévenus en leur qualité d'Anciens composant une juridiction religieuse afin de répondre de ses actes ». Vu les conditions de la révélation et de la détention de l'information, les ministres du culte ne pouvaient se prévaloir du secret professionnel[28].

- Le 19 octobre 1999, la Cour d'appel de Montpellier n'a pas accordé le bénéfice du secret confessionnel aux anciens d'une congrégation de Témoins de Jéhovah, bien que leur qualité de ministres du culte a été admise[29]. En effet, il a été retenu que l'un d'entre eux a été informé par une tierce personne en sa qualité de médiateur et non de ministre du culte. De plus, l'auteur d'agressions sexuelles ne s'était pas confessé spontanément mais avait été convoqué par le conseil de discipline religieuse[30]. Cette décision est confirmée par la Cour de Cassation le 13 septembre 2000[31].

- Dans l'affaire de non-dénonciation d'un prêtre pédophile par Mgr Pican, le Tribunal correctionnel de Caen (4 septembre 2001) a considéré que les faits connus à la suite d'une enquête interne menée à sa demande, et non par l'intermédiaire d'une confession ou de toute autre confidence spontanée, n'entrent plus dans le champ protégé par le secret professionnel[32].

À la suite de ces affaires opposant la nécessité de dénoncer des actes criminels au secret professionnel auquel sont tenus les ministres du culte, qui ne se limitent pas aux Témoins de Jéhovah, une députée a interrogé le ministre de la Justice en 2002 sur l'opportunité de « rapidement proposer au Parlement une réforme de la notion du secret professionnel reconnu aux ministres des cultes dans un sens qui permettrait de contraindre les autorités religieuses (quelles qu'elles soient) à collaborer pleinement avec la justice de la République dans le cadre d'affaires de viols ou d'affaires criminelles dans le sens le plus large du terme ». En réponse, la garde des sceaux a confirmé qu'une jurisprudence traditionnelle consacre le secret professionnel des ministres du culte, en mentionnant les limites mentionnées précédemment.
En tout état de cause, une personne astreinte au secret professionnel est soumise à l'article 223-6 du code pénal sur la non-assistance à personne en danger, bien que l'obligation de porter assistance n'entraine pas nécessairement comme mesure de protection la dénonciation aux autorités judiciaires, elle ne l'exclut pas quand il n'y a pas d'autres solutions.
Avant cette récente remise en cause du secret professionnel auquel sont tenus les ministres du culte, les responsables locaux qui ont eu a traiter des affaires de pédophilie dans le cadre de leur œuvre pastorale n'ont pas dénoncé ces faits aux autorités compétentes, en se considérant astreints au secret confessionnel. Or, dans les affaires précitées, il a été jugé que le secret professionnel n'était pas applicable. Désormais, selon les Témoins de Jéhovah français, depuis la création en 1994 d'un bureau des Affaires religieuses chargé de les assister dans leur œuvre pastorale, les ministres du culte qui ont à traiter une affaire de pédophilie ont pour consigne de signaler systématiquement les faits criminels aux autorités, après avoir encouragé la victime ou ses proches à déposer plainte.

### Réaction du mouvement aux accusations
À la suite d'une émission américaine appelée Dateline dévoilant leur politique en la matière, les Témoins de Jéhovah ont, sur leur site officiel anglais, affirmé plusieurs points en rapport avec leur traitement de la pédophilie :
- à leurs yeux la pédophilie est une « abomination » et est « inacceptable » ;
- ils ont rappelé leur façon de procéder dans le cas où un de leurs membres est soupçonné d'abus sexuels sur mineurs (enquête des anciens, confrontation accusateur/accusé et nécessité de deux témoins en cas de négation des faits de la part de l'accusé...), ainsi que le fait qu'ils envoient un rapport de ces accusations à la filiale des Témoins de Jéhovah du pays si les lois le permettent ;
- ils déclarent que s'il est obligatoire de rapporter les accusations, quand bien même celle-ci sont non confirmées ou sans fondements, les anciens concernés se doivent de coopérer ; de son côté, la victime aurait tout à fait le droit de rapporter l'affaire aux autorités si tel est son souhait ;
- ils affirment que même si le violeur est repentant, il n'aura aucun privilège de service dans la congrégation[37]. Toutefois, des affaires récentes montrent que cela n'est pas toujours respecté ;
- enfin, ils reconnaissent que leur  traitement de ces affaires n'est pas parfait et a dû être affiné avec le temps, mais ils pensent s'être toujours appuyés de leur mieux sur la Bible.

Cette reconnaissance médiatique récente, circonstanciée, et uniquement sur leur site web en anglais, n'a pour l'instant pas été suivie d'actes sur le plan judiciaire : chaque victime ayant demandé des comptes à la Société Watchtower pour sa gestion des affaires de pédophilie a été vigoureusement combattue judiciairement et spirituellement (excommunication) par le mouvement.
De plus, dans un courrier daté du 10 octobre 2006 et adressé au Premier ministre en France, les Témoins de Jéhovah apportent une réponse aux accusations publiées dans le rapport 2005 de la MIVILUDES à ce sujet. Après avoir rappelé qu'ils condamnent vigoureusement toutes sortes d'agressions contre les mineurs et qu'ils favorisent la prévention depuis plus de trente ans, ils expliquent qu'ils ont pour éthique de signaler de tels faits et de protéger les enfants qui en sont victimes. Ils signalent notamment « la création en 1994 d'un Bureau des Affaires Religieuses ainsi que les instructions de leur Institution religieuses bien avant que ce douloureux problème de société n'attire l'attention des médias ». En comparaison, ce n'est qu'en août 1997 que l'Éducation nationale a donné des consignes pour gérer ce genre d'affaires. Ils font également remarquer que le législateur n'a rajouté le cas des atteintes sexuelles infligées à un mineur de quinze ans dans le code pénal parmi les omissions de dénonciation qu'en 1998. Enfin, ils considèrent que les ministres du culte n'interviennent que dans le cadre de l'œuvre pastorale, comme d'autres religions, et qu'ils n'entendent pas se substituer à la justice des tribunaux.

### Quelques affaires médiatisées
Les exemples relatés ci-dessous ne constituent pas une liste exhaustive des cas de pédophilie au sein des Témoins de Jéhovah, mais permettent d'illustrer la politique du mouvement dans ce genre de situation, ainsi que les conséquences judiciaires qui en ont découlé.

#### Australie
- Affaire Souter. Le 5 août 2000, un juge de Wollongong a attaqué la congrégation des Témoins de Jéhovah de Balgownie, accusant les anciens d'absence de dénonciation d'abus sexuel sur enfant. Le juge Goldring a déclaré que les anciens de la congrégation ont été avertis des abus sexuels par Souter en 1990 et qu'il a été excommunié cinq ans plus tard sans action supplémentaire. L'accusé de 46 ans a plaidé coupable d'un fait de sodomie et de quatre attaques indécentes. Le juge l'a condamné à cinq ans de prison pour abus sexuels sur deux adolescents, il y a 20 ans de cela. Le juge a déclaré, à l’adresse de la congrégation : « La punition morale imposée par une église n'est pas la punition exigée par la loi » et « L'Église peut avoir une responsabilité spirituelle mais elle ne surpasse pas l'autorité de l'État ».

#### Belgique
- Affaire Déborah, 26 août 2005, Bruxelles. Une jeune femme de 30 ans a été abusée lorsqu'elle avait 9 ans par un Témoin de Jéhovah. Les faits ont duré pendant un an et demi, puis elle en a parlé à une amie à l'école qui était Témoin de Jéhovah. Celle-ci en a parlé à ses parents qui en ont parlé aux anciens. Ils ont organisé une confrontation entre l’abuseur et sa victime, mais comme il n’y avait pas deux témoins de l’affaire, celle-ci a été sans suite. En 2003, Déborah est allée déposer plainte à la police contre son bourreau, juste avant la prescription[42].

#### Canada
- Affaire Vicki Boer contre Gower Palmer (Toronto, 1998 - 2006). Un Témoin qui a agressé sexuellement sa propre fille a été condamné à une peine de deux ans moins un jour. Mme Boer, 34 ans (2006), a été agressée alors qu'elle avait entre 11 et 14 ans. Selon elle, les anciens lui ont dit de ne pas signaler les agressions ni solliciter d'aide extérieure, et ils l'auraient aussi forcée à participer à une confrontation avec son père pour lui permettre de se repentir de ses péchés, un processus qu'elle a trouvé traumatisant. Selon le procès, les dirigeants locaux ont bien avertis les services sociaux, conformément aux directives fournies par la direction nationale en conformité avec la loi sur les signalements d'abus sur mineurs. Ils ont par contre bien obligé la victime à une confrontation avec son agresseur, et la société Watchtower a été condamnée pour cela à payer à la victime 5 000 dollars canadiens[43].

#### États-Unis
- Affaire Frederick McLean. Il s'agit de l’un des fugitifs les plus recherchés aux États-Unis. En Californie, 17 accusations d’abus sexuels sont portées contre lui. En 2004, Frederick McLean aurait avoué avant de s'enfuir. Il aurait abusé de 8 de ses victimes pendant 10 ans. L'une d'elles aurait eu affaire à lui près d'une centaine de fois. Le Marshal Maranda explique que McLean était l'un des dirigeants de son église et que c'est la raison pour laquelle il gagnait facilement la confiance de ses jeunes victimes. Cette affaire ayant fortement noirci l'image des Témoins de Jéhovah, ces derniers ont acheté le silence des victimes, sans admettre leurs torts. L'une des accusatrices qui aurait été abusée de l’âge de 3 à 9 ans a perçu 781 250 $ de la part de l'Église des Témoins de Jéhovah[44].
- Affaire Berry (2000 - 2005, Nashua, New Hampshire). Un Témoin assistant ministériel qui a violé ses filles par alliance de 1983 à 1989, alors qu'elles étaient âgées à cette époque de respectivement 3 à 10 ans, et pour l'autre de 3 à 6 ans, a été condamné à 57 années de prison pour 17 faits d'abus sexuels. La mère ayant alerté les anciens de sa congrégation s'est vue demander par eux de garder cette affaire au sein des Témoins de Jéhovah. La  Société Watchtower a apporté son aide judiciaire à l'accusé et, en raison des lois du New Hampshire protégeant le clergé et bien que poursuivie pour avoir incité la victime à ne pas révéler l'affaire à la police, elle n'a pas été inquiétée. En effet, la loi impose aux autorités religieuses de révéler toutes affaires de pédophilie dont elles viendraient à avoir connaissance, mais elle fait une exception pour les révélations faites aux ministres religieux lors d'une confession. La Société Watchtower aurait dépensé dans cette affaire 500 000 dollars en frais de justice[45]. Cette affaire a déclenché une campagne en faveur de la révision de la loi sur le secret de confession en cas d'abus sexuels[46].
- Affaire Beliz (1998, Othello, Washington). Un témoin a violé dans les années 1990 Erica Garza, pour la première fois quand elle avait 5 ans et par la suite chaque semaine pendant quatre années. Il a été condamné à onze ans  de prison. Il a d'abord été exclu des Témoins de Jéhovah à l'époque du premier procès en 1998, puis réintégré en 2001 comme ancien lors de la réouverture du procès, car l'accusé avait fait casser le premier procès pour le choix orienté des jurys, le juge ayant voulu exclure le choix des jeunes filles. Selon Erica Garza, elle a été menacée d'exclusion par les anciens de son mouvement si elle témoignait à la police. Aux deux procès, des dizaines de Témoins de Jéhovah ont produit des lettres de soutien à l'accusé. La  Société Watchtower n'a pas été poursuivie en raison du 'statut de limitation' de l'affaire[47].
- Affaire Timothy Silva (2003, Comté de Yolo, Californie). Un Témoin de Jéhovah a reconnu le viol d'un jeune enfant. Il n'a pas été exclu de l'Église, mais seulement repris. L'enfant violé ainsi que deux autres affirmant avoir été violés aussi par le même individu, attaquent en justice la Société Watchtower, la congrégation et le violeur pour non-dénonciation des faits à la police. Selon l'accusation, bien qu'au courant d'un premier fait de viol, la Société Watchtower a nommé Silva ancien dans la congrégation et l'a laissé agir pendant dix ans sur plusieurs adolescents avant qu'il ne plaide coupable en 2001 pour des faits de viol[48].
- Affaire Edward Villegas (2005, Napa, Californie). Trois plaignants accusent la Société Watchtower et la congrégation de Napa de n'avoir rien fait alors qu'ils étaient au courant des viols prétendument perpétrés sur eux entre 1970 et 1980 par un fidèle de l'Église. Dans cette affaire, la Société Watchtower a déjà perdu deux motions : celle où elle affirmait que le premier amendement de la constitution des États-Unis la protégeait de poursuites judiciaires, et celle dans laquelle elle affirmait qu'elle ne pouvait être tenue responsable des agissements de ses membres[49].
- Affaire Ronald Broadard (2005, Dorchester). Un juge a reconnu qu'une Église de Témoins de Jéhovah pouvait être poursuivie pour manquement à ses devoirs judiciaires dans une affaire de viol sur mineur, alors que ladite Église affirmait le contraire. Le juge a toutefois écarté les poursuites contre la Société Watchtower en l'absence de preuve comme quoi elle pouvait être au courant de l'affaire. Selon l'accusation, R.Broadard, assistant ministériel de la congrégation de Colombus Park, a violé sa petite cousine (9 à 11 ans au moment des faits) plusieurs fois durant deux ans, lors d'une étude biblique. Bien qu'au courant, les anciens de la congrégation dont le propre père de l'accusé l'ont nommé pionnier. Une fois la mère au courant de l'affaire, les anciens lui ont demandé de les laisser agir et de prier. Le pédophile a été par la suite arrêté, jugé irresponsable judiciairement et n'a donc pas été poursuivi. De leur côté, les anciens de la congrégation ont réprimandé l'intéressé sans le démettre de ses responsabilités. La victime est devenue suicidaire et a fait plusieurs séjours en hôpital psychiatrique depuis les faits. Les suites des poursuites contre l'Église ne sont pas encore connues[50],[51].
- Affaire Ralph Héroux. Accusé en janvier 2003 d'avoir violé trois enfants dans les années 1970, un assistant ministériel (à l'époque) a d'abord nié les faits. La dénonciation est venue de la congrégation qui, pour se conformer à la nouvelle loi sur la dénonciation des crimes sur enfants par le clergé, a dénoncé le violeur. Quelques mois après, celui-ci a reconnu les faits et a écopé d'une année de prison. Les victimes ont depuis décidé de poursuivre la congrégation et la Société Watchtower qui à l'époque leur avaient selon elles interdit de porter plainte. La Société Watchtower a voulu stopper la procédure en argumentant sur la séparation des Églises et de l'État, néanmoins un juge a autorisé la poursuite de l'affaire[52].
- Affaire Daniel Fitzwater. Un ancien a été reconnu coupable de deux agressions sexuelles sur une mineure mais un document interne aux Témoins de Jéhovah affirme connaître 17 plaintes différentes d'enfants[53]. Il n'a jamais été exclu des Témoins de Jéhovah car il n'y a jamais eu deux témoins pour chacune des 17 accusations connues des Témoins de Jéhovah. Quand la belle-fille de Fitzwater a commencé à parler des mœurs de son beau-père, elle a été exclue du mouvement pour apostasie. En 2003, quatre des victimes supposées ont porté plainte contre la Société Watchtower pour n'avoir pas dévoilé les faits à la police et avoir permis que d'autres victimes subissent leur sort[54],[55].
- Affaire Candace Conti. La victime, âgée de 9 à 10 ans au moment des faits, déclare avoir subi des sévices sexuels de la part de Jonathan Kendrick, un Témoin de Jéhovah pédophile et récidiviste. En juin 2012, la Cour supérieure du comté d'Alameda, en Californie, a condamné non seulement Kendrick, mais aussi la société Watchtower elle-même à cause de sa politique de non-dénonciation des pédophiles aux autorités compétentes. Ainsi, la société Watchtower a été condamnée à verser 21 millions de dollars de dommages punitifs à la plaignante, plus 40 % des 7 millions de dollars de dommages compensatoires. Le mouvement a fait appel de la décision. La presse a largement couvert cette affaire[56].
- Plusieurs affaires impliquant deux assistants ministériels et plusieurs enfants abusés dans les années 1980 et 1990. Un article du Daily Mail va même jusqu'à parler d'une « épidémie insidieuse d'abus sexuels sur des enfants » [57].
- Affaire Jose Lopez. La victime, âgée de 7 ans au moment des faits, a subi des abus sexuels de la part d'un membre de sa congrégation du nom de Gonzalo Campos. Avant que cela se produise, les anciens savaient déjà que Campos avait des antécédents d'abus sexuels avérés sur au moins un autre enfant. Cela ne les a pas empêchés de le désigner comme instructeur du jeune Jose Lopez. Campos a confessé plus tard avoir abusé au moins huit enfants entre 1982 et 1995. Il s'est ensuite enfui au Mexique. Accusée d'avoir voulu couvrir l'affaire, et à cause de son refus de produire les documents demandés par la cour, la société Watchtower de New York a été condamnée à payer 13,5 millions de dollars au plaignant[58],[59],[60]. Début 2018, Lopez et Osbaldo Padron, une autre victime de Gonzalo Campos, ont tous deux trouvé un accord avec la société Watchtower pour régler leur préjudice. Les termes de ces accords sont tenus secret[61].
- En septembre 2018, les témoins de Jéhovah sont condamnés à payer 35 millions de dollars à une plaignante du Montana, qui accuse l'organisation d'avoir voulu couvrir son cas d'abus sexuel, survenu au sein des témoins de Jéhovah lorsqu'elle était enfant. La société Watchtower, qui écope de la plus lourde part de cette condamnation, prévoit de faire appel[62].

#### France
- Affaire de Saint-Dié-des-Vosges. Après avoir été mis en examen pour viols d'une mineure d'une douzaine d'années entre 1986 et 1989, un Témoin de Jéhovah a finalement été relâché. Le 22 mars 2006, la victime s'est suicidée devant l'église des Témoins de Jéhovah et l'enquête a été rouverte[63].
- Affaire de Dijon. Le 25 février 1998, le tribunal correctionnel de Dijon a rendu un jugement dans une affaire mettant en cause trois anciens accusés de non-dénonciation de crime (viol sur mineure), alors qu'il « était encore possible de prévenir ou de limiter les effets ». Ces anciens s'étaient constitués en 'juridiction religieuse', mais n'avaient pas alerté les autorités. Le violeur avait continué de sévir une année durant. Les anciens ont été condamnés, pour non-dénonciation de crime, à trois mois de prison avec sursis. Aux assises, le Témoin de Jéhovah violeur avait écopé de 12 ans de prison[64].
- Affaire de Pézenas. Une dizaine de Témoins de Jéhovah de la région de Pézenas sont mis en examen pour non-dénonciation de mauvais traitements à mineurs de 15 ans et doivent être jugés en correctionnelle à Béziers. L'un d'eux, père de famille, est prévenu de multiples agressions sexuelles sur mineurs. Les anciens l'ont exclu, mais l'affaire n'a été traduite en justice qu'après être devenue publique à la suite des dépositions des filles du prévenu principal. Les autres argueraient du 'secret de la confession' pour n'avoir pas dénoncé les faits. Le pédophile a été condamné le 27 novembre 1998 à cinq ans de prison ferme dont un avec sursis par le tribunal correctionnel de Béziers pour agressions sexuelles sur trois fillettes dont il est l'oncle. Quatre Témoins de Jéhovah qui avaient recueilli les aveux d'un pédophile sans le dénoncer, ont été condamnés à 3 000 francs d'amende par la cour d'appel de Montpellier. Les parents de l'une des enfants, eux aussi Témoins de Jéhovah, ont été condamnés à 3 000 francs d'amende avec sursis pour non-assistance à personne en danger. Les faits incriminés avaient eu lieu à Pézenas de 1985 à 1996[65].
- Cour de Cassation de Paris. Le 7 décembre 2005, la cour déclare irrecevable la constitution comme partie civile de l'UNADFI dans le cadre d'une procédure dans laquelle une femme prétend avoir été violée au cours d’une tournée de prédication où elle faisait équipe avec un jeune homme beaucoup plus âgé qu’elle. Les responsables locaux ont appris le viol, mais en ont traité les conséquences uniquement au sein de l'organisme par le truchement d'une structure dénommée 'comité judiciaire'. Les parents de la victime ont admis n'avoir pas déposé plainte afin de ne pas porter atteinte à l'image des Témoins de Jéhovah[66].
- Affaire de Pontoise. Le 22 mai 2006 à Pontoise s'est ouvert un « procès qui va donner un coup de projecteur sur une « Église qui agit en marge des institutions, dans le secret, jusqu'à dissimuler pendant treize ans, aux yeux de la justice, un viol présumé… », selon le journal Le Parisien. Les Témoins de Jéhovah avaient tu le viol de Laura, qui l’avait occulté pendant des années avant de porter plainte, sur les conseils de ses psychologues[67].
- Affaire Pajak. Un Témoin de Jéhovah influent avoue avoir abusé de neuf enfants. Il est condamné à trente mois de prison ferme[68],[69].

#### Norvège
- 16 septembre 1996 :  un Témoin de Jéhovah repentant a avoué à la police qu'il avait maltraité sexuellement des enfants de sa congrégation pendant 23 ans. La police n’a pas pu poursuivre cet homme de 61 ans, les faits étant prescrits. Dans sa confession, il a raconté comment il avait abusé sexuellement de dix enfants de 6 à 14 ans. Certains indices montrent que l'homme, quand il était un Témoin de Jéhovah actif, a pu abuser sexuellement de 35 à 50 enfants (principalement des attouchements dont le délai de prescription est plus court). Après une enquête interne au mouvement, l'homme a été excommunié, mais n'a jamais été dénoncé aux autorités. D’après le chef de la police, si les Témoins de Jéhovah avaient signalé le cas, l'homme aurait pu être condamné pour certains de ses crimes qui n'étaient pas encore prescrits. La décision de se dénoncer est venue d’une initiative personnelle, le pédophile se sentant écrasé par la culpabilité parce que la Bible condamne ce genre d’agression. Il espérait par un repentir sincère revenir dans sa congrégation. L'homme a continué à abuser d'enfants après la révélation de ses abus sexuels et son exclusion du mouvement religieux. Trois ans après ses aveux à la police, il a été dénoncé par les parents d'un garçon de neuf ans. Cette fois, les crimes sexuels n'étaient pas prescrits. L’homme a été condamné sur cinq faits d'action obscène, mais ses anciens crimes, prescrits, n'ont pas pu être considérés pour la sentence.

#### Royaume-Uni
- Affaire Atwell (1968 - 1997, Burnham-On-Sea). En 1997, un Témoin de Jéhovah assistant ministériel et pionnier a avoué et a été reconnu coupable de 12 faits d'actes indécents sur enfants ainsi que d'inceste commis entre 1968 et 1982, à la suite d'une plainte déposée par ses enfants. Il n'a jamais été excommunié de l'Église. Durant le procès, il a été déplacé dans une autre ville par les dirigeants Témoins de Jéhovah, où l'individu a continué à évangéliser sans que quiconque ne sache ce qu'il avait fait. Ses enfants ont déclaré avoir été aussi victime de l'Église.
- Affaire Cousins (1997 - 2002, Steventson, Ayrshire). Un Témoin de Jéhovah écossais a été condamné à 5 années de prison pour actes indécents sur trois filles. Il a violenté sa fille alors qu'elle avait entre 13 et 16 ans. Le violeur a confessé ses actes aux anciens dès 1997 mais rien n'a été fait. En 1999, sa fille se plaint aux anciens, prétendant n'avoir été ni aidée, ni conseillée d'aller à la police ; un des anciens pense le contraire, sans être affirmatif. Un ancien membre de la congrégation, Paul Wynn, prétend que les anciens ont tenté de 'blanchir' la situation, et qu'ils ont même essayé de l'obliger à traiter le violeur comme un « frère » et de le saluer. Deux autres victimes ont alerté les anciens, mais rien n'a été fait, en dehors d'enlever au violeur ses responsabilités d'assistant ministériel. La police n'a toutefois pas poursuivi la congrégation, la société Watchtower a diligenté sur place un nouveau surveillant-président.

### Émissions télévisées
- Sectes : enfants sous emprise, Lundi Investigations, 8 octobre 2007, 20h50, Canal +
- Le monde parfait de Jéhovah, Devoir d'enquête, 8 juin 2011, RTBF[72]